# Franceska Jaimes
Franceska Jaimes   (Bogotà, 20 de setembre de 1981), més coneguda pel nom artístic de Franceska Jaimes, és una actriu pornogràfica i model eròtica colombiana.
El 2005 es va casar amb el també actor porno Nacho Vidal, amb el qual va tenir dos fills. El 2006 es va iniciar en el cinema pornogràfic en una escena amb Lucía Lapiedra. L'abril de 2011 va ser Pet of the Month de la revista Penthouse. El mes de febrer de 2016 va ser portada de la revista colombiana SoHo. Ha estat nominada als Premis AVN dels anys 2012, 2013 i 2014.